# Hångel
| Hångel |
| --- |
| Skulpturen Le Baiser (franska för kyss). Gestaltad av Auguste Rodin. - Betydelse – erotiskt kelande - Funktion – förspel till samlag (t.ex. smeksex), efterspel efter samlag, en skön upplevelse i sig - Varianter – puss, kyss, smekning, fingrande |

Hångel är erotiskt kelande. Det består mestadels av intensiva kyssar, och ibland även smekningar på eller under kläderna, under tät kroppskontakt. Ett annat ord för hångel är strul. Både hångel och strul är vardagliga ord med ofta vulgär klang.

## Funktion
Hångel brukar ofta ingå i förspel. Ett mer intensivt hångel, ofta i avklätt skick, benämns ibland petting, grovhångel eller smeksex.
Kyssar och hångel generellt upplevs i regel som en skön och positiv upplevelse. De flesta människor uppskattar att bli kyssta eller smekta. Genom hudberöringen och handlingar med läppar och tunga skickas signaler till hjärnan som motsvarar sköna och ofta pirriga känslor.
Man kan också bli kåt eller få ökad sexlust. Det innebär att könsorgan och hjärna reagerar positivt, exempelvis som förberedelse inför mer intensivt sex – som ett förspel inför ett (penetrativt) samlag. Men hånglet kan vara en skön upplevelse i sig, och samvaron kan förstärka närheten mellan två människor.
Hånglet kan alltid avbrytas av någon av de deltagande, om något inte känns rätt.
Man blir inte gravid av hångel. Om man hånglar med kläderna på, kan man inte heller sprida någon könssjukdom.

## Varianter
Det finns ett antal olika saker som är vanliga under ett hångel, men inga fasta regler. Som med sex generellt handlar det om samtycke och kommunikation, så deltagarna är införstådda i vad som sker och kan ske.
Kyssar, kramar och smekningar är vanliga ingredienser i ett hånglande, liksom att pussas på munnen, i ansiktet eller på andra delar av kroppen. Även att trycka varandras kroppar mot varandra kan ske under ett hångel, och mer systematiskt gnidande av kroppsdelar kan under hånglet utvecklas till ett rent gnidsex.

### Kramar och smekningar
Att känna på en annans kropp – med eller utan kläder på – är ofta en positiv eller starkt positiv känsla. Det kan exempelvis ske genom kramar eller smekningar. Man kan omfamna någon, och under omfamningen ha den andra människan nära sig under en kortare eller längre stund. Kramandet kan även kombineras med samtalande, pussande eller annan kroppsberöring. Smekningar är försiktiga strykningar på en kropp, ofta med en hand.

### Pussar och kyssar
Hudkontakt som inkluderar läppar kan göras på olika sätt. Med stängd mun ägnar man sig åt pussande, vilket är ett mjukt läpptryckande mun mot mun eller med mun på andra delar av kroppen. När man pussar ger man ofta ifrån sig ett litet smackljud.
Kyssar utförs med helt eller delvis öppen mun, med eller utan inblandning av den ena eller bådas tunga. Det kan liknas vid att man smakar på den andra personen. Ett kyssande kan inledas med ett pussande som blir mer intensivt och intimt. Genom att själv sticka ut tungspetsen lite under en kyss, kan man märka om den andra vill övergå från pussande till kyssande.
Under kyssandet bör man alltid börja försiktigt, för att mottagaren av handlingen ska känna sig välkomnad och uppmuntras till att besvara det hela med en egen motsvarighet. Genom att hålla huvudet lite snett, undviker de kyssande att blanda in varandras näsor – utstickande ansiktsdelar som annars kan göra kyssandet obekvämt. Det är också lättast att andas med näsan och inte med munnen, under tiden som man kysser. Tandställning eller piercing är i regel inget hinder för att kyssas.
Även kyssandet kan utföras mot andra delar av kroppen. Givaren och mottagaren bestämmer tillsammans vad som är lämpligt, beroende på vad som känns rätt i stunden. Exempelvis kan kyssande vara en del av oralsex.
Kyssandet inkluderar ofta att man suger lätt på den andra personens kropp. Det kan ge sugmärken, vilket är röda eller rodnade märken på huden efter en stunds sugande. Ett sugmärke brukar blekna efter några dagar.

### Olika intensitet
Hångel kan vara mer eller mindre intensivt. Det kan variera från försiktiga pussar eller smekningar, där man kan vara helt påklädd, till ett mer hetsigt spel där man tar snabbare eller kraftigare på varandra, på olika delar av kroppen. Man kan hångla i olika kroppsställningar, exempelvis när man står, sitter eller ligger. Hångel och strul kan vara lugnt och stilla, eller hårt och hetsigt. Man kan ta på olika delar av varandras kroppar, utanpå eller innanför kläderna. Det brukar ändras under tiden man gör det. Det kan också vara olika från gång till gång, eller bli olika med olika personer. Man kan hångla och strula i olika ställningar, till exempel stående, sittande eller liggande.

## Situationer
Personer med glasögon tar ofta av sig dem under hångel. Kyssar, smekningar och annan ansiktsberöring blir ofta enklare om den fysiska tillgängligheten till varandras ansikten och huvuden är helt ohindrad. Under lättare kyssar eller smekningar kan vissa tycka att glasögonen och den förbättrade synen spelar stor roll, men sexuella känslor handlar kanske mest om känsel och positiva reaktioner på hudberöring.
Alla människor har olika smak på sina kroppsvätskor och olika kroppslukt. Det kan bero på vad man ätit, kroppshygien och typ av kläder. När man är förkyld luktar man annorlunda i munnen.

## Etymologi och olika ord
Hångel är ett vardagligt uttryck och kan användas nedsättande. Det har en tydligt vulgär klang och är mindre positivt laddat än smek eller kel, även om det ofta beskriver samma handlingar. Ordet hångel finns i svensk skrift sedan 1775 och syftar även historiskt på 'närgången och handgriplig kurtis'. Det är bildat på verbet hångla, 'vara efterhängsen', och är bildat på verbet hänga.
Hångel handlar om smekningar och nära kroppskontakt med någon. Det behöver dock inte vara avklätt, och det kan antingen vara ett steg i ett nyfiket utforskande av kroppar eller en konkret sexuell handling – med eller utan fortsättning i ett konkret samlag.
Det alternativa ordet strul kan i den unga 2000-talssvenskan syfta på antingen en ren flört – den sexuella inviten till en intim relation. Eller så kan den syfta på mer konkret sexuella handlingar. Ordet har en betydelsebakgrund för att beskriva något som gått snett, och via betydelseglidningen 'fumlande' har det även fått en innebörd av olika typer av sexuella eller fysiska kontakter mellan personer. Strul syftar ofta på något som görs i en tillfällig relation, till skillnad från hånglets mer allmänna betydelse.